# Chaudhry Aslam Khan
 (septembre 2022).
Chaudhary Aslam Khan (1967-2014) est un policier pakistanais. De 2005 à 2014, Aslam arrête et exécute des terroristes, des criminels de la guerre des gangs, des tueurs à gages et des extorqueurs appartenant au MQM, au TTP, au BLA, à l'ANP, au TMP, au LJ, au LeT ou au SSP. Le 9 janvier 2014, il est tué dans un attentat à la bombe perpétré par le TTP.

## Biographie
Aslam naît à Dhodial, dans le district de Mansehra, division Hazara d'une famille pachtoune et déménage à Karachi avec son père après avoir terminé ses études primaires,.

## Carrière
Aslam rejoint la police du Sindh en 1984 en tant que sous-inspecteur adjoint et sert dans plusieurs postes de police à Karachi et au Balouchistan en raison de l'attribution provinciale.[réf. nécessaire] Aslam travaille ensuite comme spécialiste des négociations de 1992 à 1994 et de 1996 à 1997.[réf. nécessaire]
Chaudhry est suspendu avant de revenir en service en 2004 en recevant la tâche d'éradiquer les tueurs à gages. Plus tard, il reçoit l'ordre de diriger la LTF (Lyari Task Force) et de mettre fin à la guerre des gangs dans la ville de Lyari.[réf. nécessaire]
En 2010, Aslam a été nommé chef de l'aile des enquêtes au sein du département des enquêtes criminelles.
Aslam s'est forgé une réputation pour sa performance lors de la « grande opération Lyari » de 2012, qui visait une fois de plus à nettoyer la zone des criminels.

## Attaque de 2011 par les talibans
En 2012, il survit à une attaque des talibans contre sa maison dans le quartier de la phase de défense VIII de Karachi[réf. nécessaire].
L'attaque dans laquelle un kamikaze fait exploser un camion piégé à sa porte d'entrée, entraîne la mort de huit personnes. Le TTP revendique la responsabilité de l'attaque en représailles aux efforts faits par la justice contre eux, y compris l'arrestation et le meurtre de nombreux membres de l'organisation terroriste.
À ce moment-là, un Aslam ironique, dont la maison a été à moitié emportée par l'explosion, a déclaré qu'il savait qu'il était la cible mais que cela ne le dissuaderait pas de se battre contre des extrémistes et qu'il les enterrerait dans le même sol,.

## Mort
Le 9 janvier 2014, il est assassiné avec deux autres officiers, son garde et son chauffeur, lorsqu'une bombe vise son convoi sur l'autoroute Lyari à Karachi.
Le groupe de la région de Mohmand du Tehrik-i-Taliban Pakistan (TTP) revendique la responsabilité de l'attaque.
Sajjad Mohmand, un porte-parole du groupe militant, déclare qu'Aslam est ciblé pour avoir mené des opérations contre le TTP. "Aslam a été impliqué dans le meurtre de prisonniers talibans dans les cellules du CID à Karachi et figurait en tête de notre liste noire", a-t-il déclaré.
En 2017, Kulbhushan Jadhav, un ressortissant indien arrêté au Baloutchistan pour des allégations d'espionnage et de terrorisme, avoue dans une vidéo publiée par le directeur général de l'ISPR que l'assassinat d'Aslam avait été parrainé par l'agence de renseignement indienne Research Analysis Wing sur les instructions d'Anil Dhasmana.
La validité de la vidéo a cependant été critiquée par la partie indienne, affirmant qu'elle avait été trafiquée et imposée à Jadhav à la suite de tortures pour servir les intérêts du gouvernement pakistanais.

## Réaction à la mort
Le Premier ministre Muhammad Nawaz Sharif salue le SSP CID Chaudhry Aslam et les autres officiers tués en tant que martyrs et déclare que de telles attaques ne dissuaderont pas les forces de l'ordre dans leur lutte contre le terrorisme.
L'Inter Services Public Relations (ISPR) publie une déclaration faite par le général en chef de l'armée Raheel Sharif, reconnaissant les contributions de la police et d'autres organismes chargés de l'application de la loi (LEA) dans la lutte contre le terrorisme, et rendant hommage à Chaudhry Aslam pour avoir donné sa vie dans la ligne du devoir.
Ensuite, le chef du MQM, Altaf Hussain, a également condamné le meurtre du SSP Chaudhry Aslam et de ses deux collègues. "Le SSP Chaudhry Aslam a été actif dans la lutte contre les terroristes qui mènent des activités subversives au Pakistan. Il a mené courageusement des opérations contre des terroristes et des éléments criminels », a déclaré Altaf Hussain.

## Enquête sur les décès de 2017
Les enquêteurs de Karachi qui enquêtaient sur la mort d'Aslam ont révélé que son propre chauffeur/garde du corps était impliqué dans le meurtre. L'équipe d'enquête a déclaré que le conducteur/garde du corps avait informé les terroristes du mouvement des déplacements d'Aslam.

## Biopic
En 2019, il a été annoncé qu'un film d'action basé sur sa vie sortira, Chaudhry - The Martyr, réalisé par Azeem Sajjad. Le rôle de Chaudhry sera joué par son cousin Chaudhry Tariq Islam, qui est originaire des mêmes villages, est lui-même DSP et a travaillé avec Khan pendant plus de trente ans; le réalisateur a reconnu qu'il l'avait choisi parce qu'il "connaît bien le langage corporel, les gestes, l'attitude et les réflexes [de Khan]".